# Carlo Zendo Tetsugen Serra
Carlo Zendo Tetsugen Serra (Milano, 1953-) es un Maestro Zen Misionero (Kokusaifukyoshi 国際布教師) de la Escuela Zen Sōtō (曹洞宗 Sōtōshū) del linaje de Harada Daiun Sogaku (原田祖岳, 1871-1961). Es el fundador de la "Sangha della Foresta di Bambù”(Sangha del Bosque de Bambú), así como de los monasterios Ensoji Il Cerchio de Milán, y Sanbo-ji, Tempio dei Tre Gioielli (Templo de los Tres Tesoros), en Berceto, y de la "Scuola Zen di Shiatsu". Es uno de los firmantes del “Manifesto della pace Interreligioso Italiano”(Manifiesto por la paz) de Milán.
Después de una breve carrera dentro del ámbito de la fotografía y del cine, Carlo Serra llega a Japón en 1983, y es ordenado monje (出家 shukke), con el nombre en el Dharma (戒名, kaimyō) de Tetsugen, en el monasterio Tosho-ji (東照寺) de Tokio, convirtiéndose en discípulo del Abad Ban Tetsugyu Roshi (伴鐵牛, 1910-1996).
Al mismo tiempo que realizaba su trayectoria en la formación como Monje Zen en Japón, frecuentó el Instituto Iokai, fundado por Shizuto Masunaga (増永静人 1925-1981), que le rindió un diploma como enseñante de Medicina Oriental y de zen shiatsu, en 1988.  Esta formación paralela como monje zen y como shiatsuka, ha conducido a Tetsugen Serra a idear una técnica shiatsu fundamentada en la atención y en la toma de conciencia, ámbitos que son propios de la disciplina meditativa zen (zazen).
Después de cinco años de práctica en Tosho-ji, Tetsugen es enviado como misionero budista a Italia y ya en 1988 funda el primer monasterio Zen en Milán, Enso-ji il Cerchio. En 1992, es fundada también por Tetsugen Serra la "Scuola Zen di Shiatsu", a la que sigue, en 1995, la apertura, también en esta ciudad, del centro de tratamientos como actividad, que ha permitido a los primeros estudiantes de shiatsu de la escuela milanesa el pulir las habilidades aprendidas, para así convertirse en profesionales de tal práctica.
Un año después, Tetsugen y su sangha fundan un segundo monasterio, Sanbo-ji, en las proximidades de Berceto. Más adelante, Sanbo-ji se convertirà en sede de una sangha de tipo monástico más dilatada, consintiendo el vivir también una experiencia monástica a los practicantes laicos.
En 1998, el maestro Tetsujyo Deguchi (伴鐵牛, 1910-1996), sucesor de Ban Tetsugyu Soin (出口鐵城, 1951) le certifica la trasmisión del Dharma de su escuela, reconociéndolo como Maestro Misionero (Kokusaifukyoshi 国際布教師), con el nombre de Zendo.
La confirmación de este título viene acompaña del reconocimiento de Tetsugen como maestro independiente por parte de la Asociación Internacional "Sōtōshū Shumucho" (曹洞宗宗務庁), a la que pertenecen los centros correspondientes pertenecientes a la tradición Sōtō en Japón y en el resto del Mundo. Entre el 2000 y el 2003, Tetsugen ha ocupado el cargo de miembro de la junta directiva de la [Unione Budista Italiana].
Los primeros años del dos mil contemplan una gradual evolución de la aproximación personal a la doctrina de Tetsugen Serra, quien inicia a establecer las bases para una evolución de la práctica Zen, en modo de transmitir los contenidos de la tradición zen según las exigencias y formas de comunicar de la sociedad occidental en el inicio de este nuevo siglo XXI. El maestro italiano experimenta por tanto el contacto entre la disciplina Zen y la gestión de empresa, creando en el 2003 la sociedad "Zenessere", profundizando un trayecto teórico, que lo lleva a publicar, con la Editorial Guerini, Management by Zen Koan, un ensayo en el que se recoge el fruto de las investigaciones de aplicación del Zen en la empresa.
La actividad de Tetsugen se extiende también a experimentaciones que lo llevan a aplicar el Zen a un trayecto psicológico de mejoramiento personal, que se concreta en la propuesta de terapias de counseling para ayudar, en modo no religioso, a resolver aquellos problemas cotidianos que contemplan la actitud con la que uno se enfrenta a la vida. En 2012 Tetsugen Serra pone a punto el recorrido de toma de conciencia para laicos, denominado MindfulZen, un conjunto de seminarios, conferencias, grupos de toma de conciencia, libros para llevar el Zen de un modo contemporáneo y laico. La MindfulZen se ha definido como la audaz fusión entre psicología cognitiva y la práctica Zen, y es hoy en día la base de práctica para los laicos del Monasterio Zen Ensoji Il Cerchio.
Durante su carrera como maestro Zen y como fundador de la Escuela Zen de shiatsu, Tetsugen Serra ha publicado diversos ensayos en los que ilustra su método de enseñanza de la doctrina Zen, y de la propia escuela de tratamiento del cuerpo:
El primer libro publicado por Xenia es Vivere Zen, en 1998, en el que Testugen Serra, a través de un análisis de los preceptos esenciales de la "Vía del Bodhisattva" propia de su escuela, explica al lector los principios según los que un practicante zen vive de acuerdo con su trayectoria de mejoramiento personal.

## Publicaciones
En 2005 publica Zen, un manual en el que se ilustran las prácticas fundamentales de la propia tradición religiosa, con algunas aplicaciones en la actividad cotidiana, para hacer calar la práctica en la vida de cada día.
En el 2014 sale a la luz, por su parte, Zen 2.0, el primer libro del método no religioso de la Mindfulzen.
Como temas inherentes al shiatsu, por su parte, vienen publicados 1999 Terapia Zen, y en 2005 Zen Shiatsu.
En el 2009, con la colaboración de Stefano Verza, se publica, a su vez, Management by Zen Koan.